# 洪墩镇
洪墩镇，是中华人民共和国福建省南平市邵武市下辖的一个乡镇级行政单位。

## 行政区划
洪墩镇下辖以下地区：
沙上村、桥头村、王玢村、尚读村、洪墩村、宜坊村、河坊村和水口寨村。